# Colaphus
Colaphus — род жуков из подсемейства хризомелины семейства Листоеды.

## Систематика
Некоторые виды этого рода:
- Colaphus apicalis
- Colaphus hoefti — Листоед горчичный восточный
- Colaphus joliveti
- Colaphus palaestinus
- Colaphus pulchellus
- Colaphus sophiae — Листоед горчичный западный
- Colaphus tenuipes